# Burnin' Up (canção de Jessie J)
"Burnin' Up" é uma canção da cantora britânica Jessie J, gravada para o seu terceiro álbum de estúdio Sweet Talker. Conta com a participação do rapper norte-americano 2 Chainz, sendo que foi escrita pelos dois intérpretes com o auxílio de Andreas Schuller, Eric Frederic, Chloe Angelides, Jacob Kasher Hindlin, Rickard Göransson e Gamal Lewis, com produção de Axident e Ricky Reed. A música foi lançada a 23 de Setembro de 2014, através da Republic Records, servindo como segundo single do disco.

## Antecedentes
Depois do lançamento do seu segundo álbum de estúdio Alive, a artista anunciou que a sua versão norte-americana seria adiada por decisão da editora discográfica. As gravações do novo material contaram com a presença de Pharrell Williams. Posteriormente, a cantora revelou que estava a mudar-se para os Estados Unidos em 2014, na tentativa de fazer sucesso no mercado musical do país. Depois de desistir da ideia de lançar uma versão norte-americana de Alive, Jessie J confirmou que um novo álbum seria lançado a nível mundial e que contaria com a produção de Max Martin, Ammo, Williams, entre outros.
O lançamento de "Burnin' Up" foi anunciado a 19 de Agosto através da conta no Twitter da cantora. No mesmo dia, foi divulgado uma previsão da canção e a capa através da rede social Instagram.

## Desempenho nas tabelas musicais

### Posições
| Tabela musical (2014)                            | Melhor posição |
| ------------------------------------------------ | -------------- |
| Austrália - ARIA Singles Chart                   | 63             |
| Canadá - Canadian Hot 100                        | 100            |
| Coreia do Sul - Gaon Download Chart              | 89             |
| Estados Unidos - Billboard Hot 100               | 86             |
| Estados Unidos - Billboard Pop Songs             | 28             |
| Estados Unidos - Billboard Dance/Club Play Songs | 33             |
| Reino Unido - UK Singles Chart                   | 73             |